# فيليبي ماسانا
فيليبي ماسانا هو لاعب كرة قدم برازيلي في مركز الوسط، ولد في 25 يوليو 1993 في Brejinho, Rio Grande do Norte ‏ في البرازيل. لعب مع نادي فيلا نوفا.